# Slatina (district d'Ústí nad Orlicí)
Pour les articles homonymes, voir Slatina.
Slatina (en allemand : Slatina) est une commune du district d'Ústí nad Orlicí, dans la région de Pardubice, en République tchèque. Sa population s'élevait à 469 habitants en 2024.

## Géographie
Slatina se trouve à 3 km au nord de Vysoké Mýto, à 17 km à l'est d'Ústí nad Orlicí, à 29 km à l'est-sud-est de Pardubice et à 124 km à l'est de Prague.
La commune est limitée par Dobříkov au nord-ouest, par Sruby au nord-est et à l'est, par Choceň à l'est, par Vysoké Mýto au sud et à l'ouest, et par Zámrsk au nord-ouest.

## Histoire
La première mention écrite de la localité date de 1363.

## Galerie

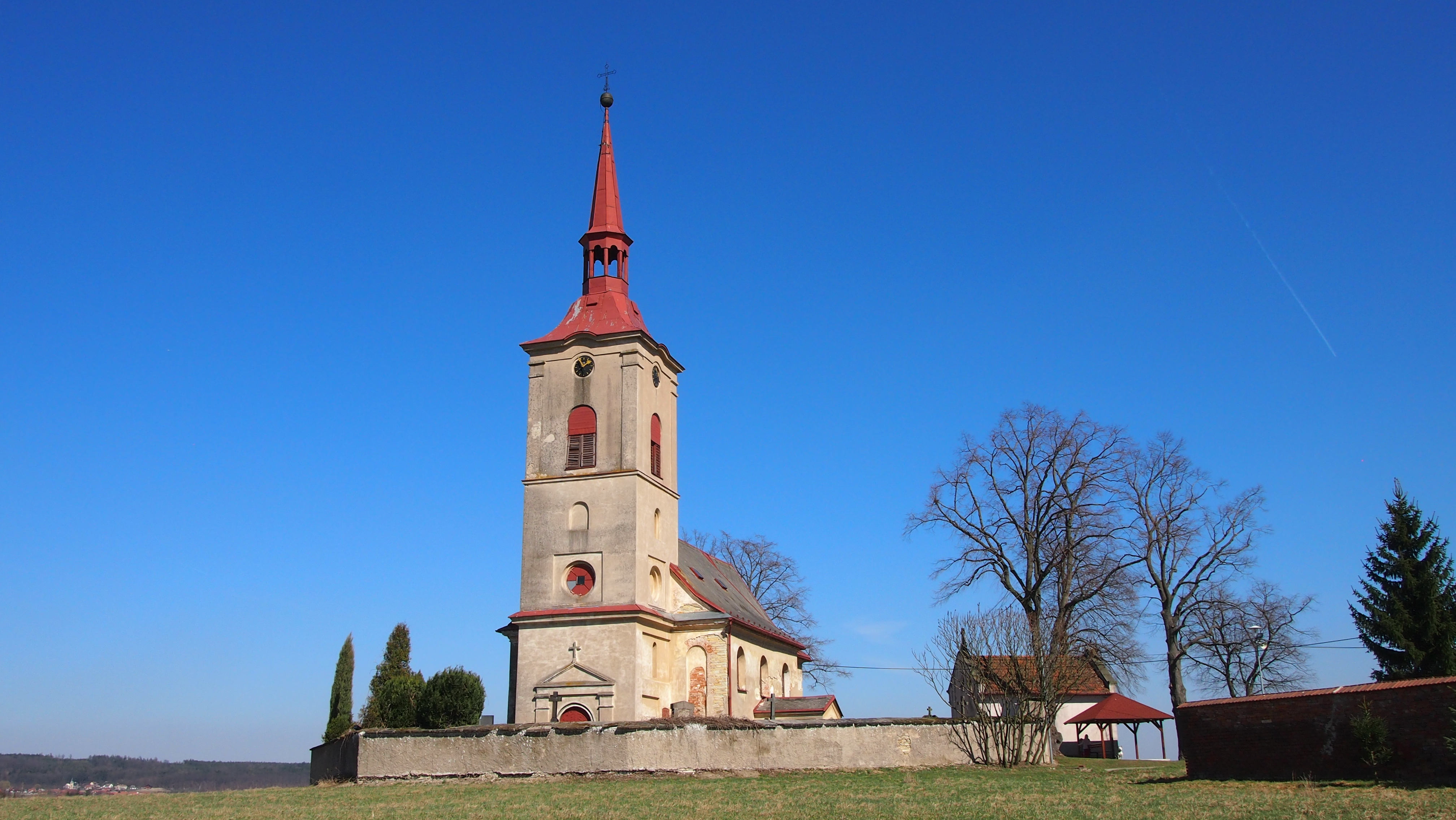
Église Saints-Pierre-et-Paul.
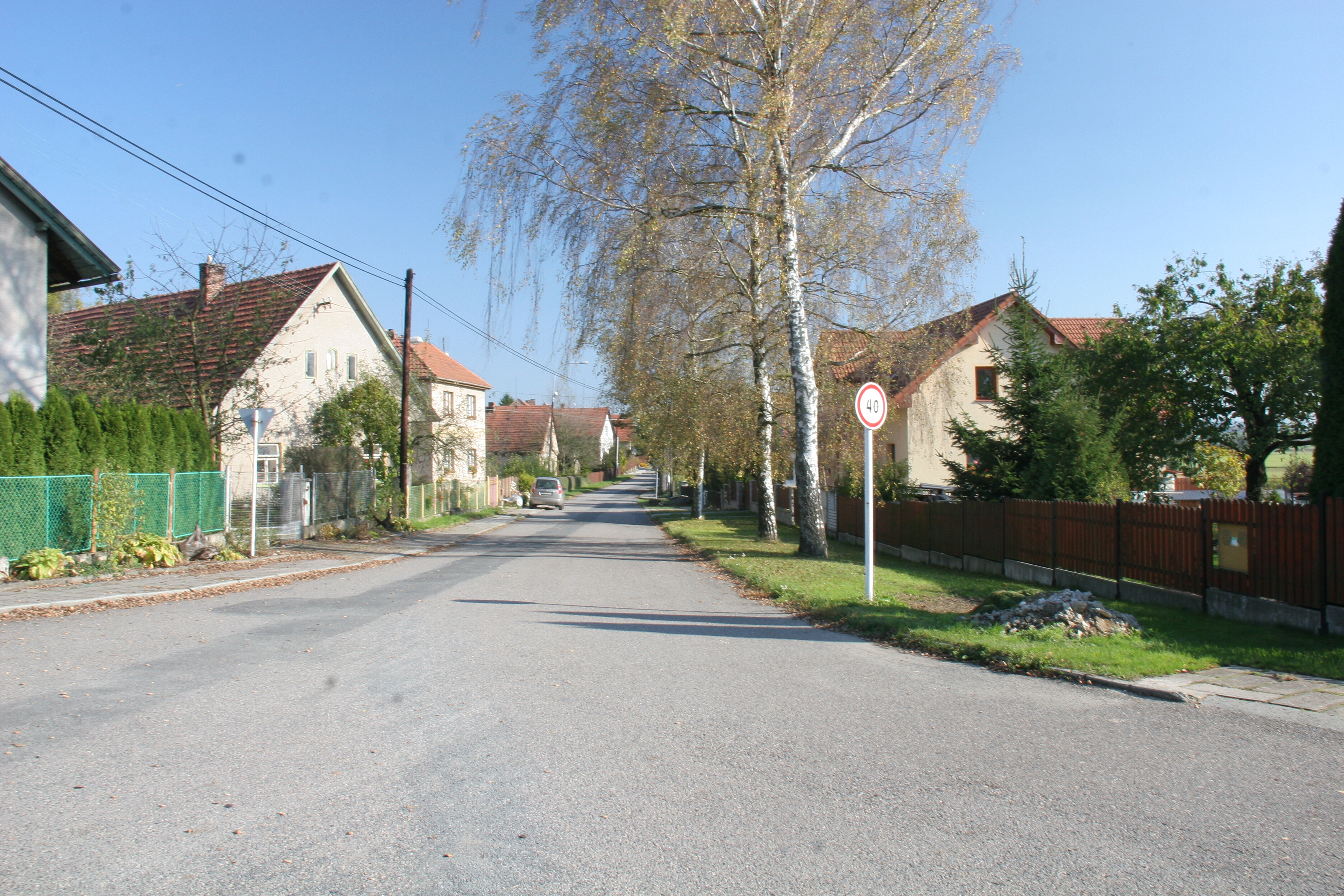
Route de Dvořisko.

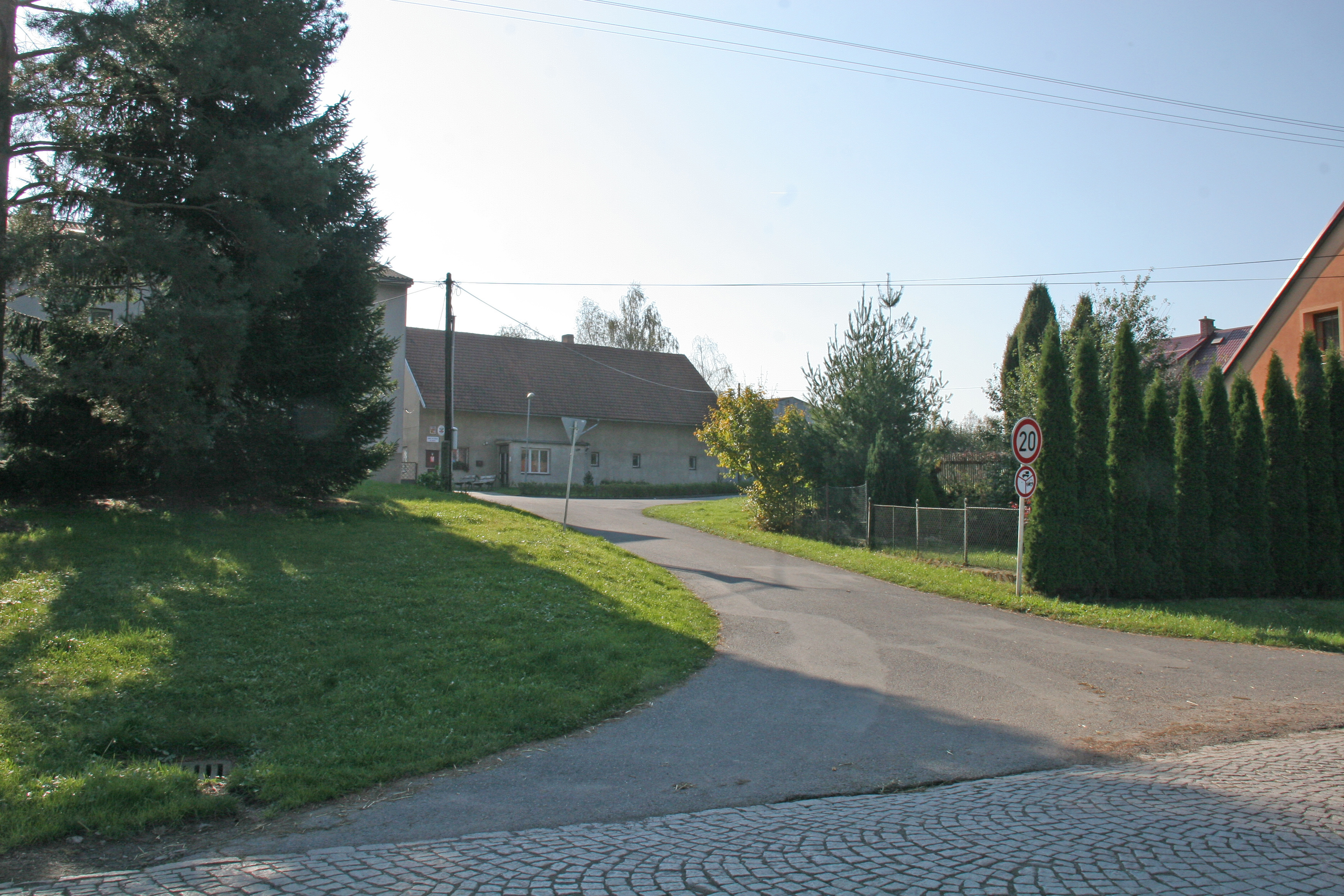
Slatina : la mairie.
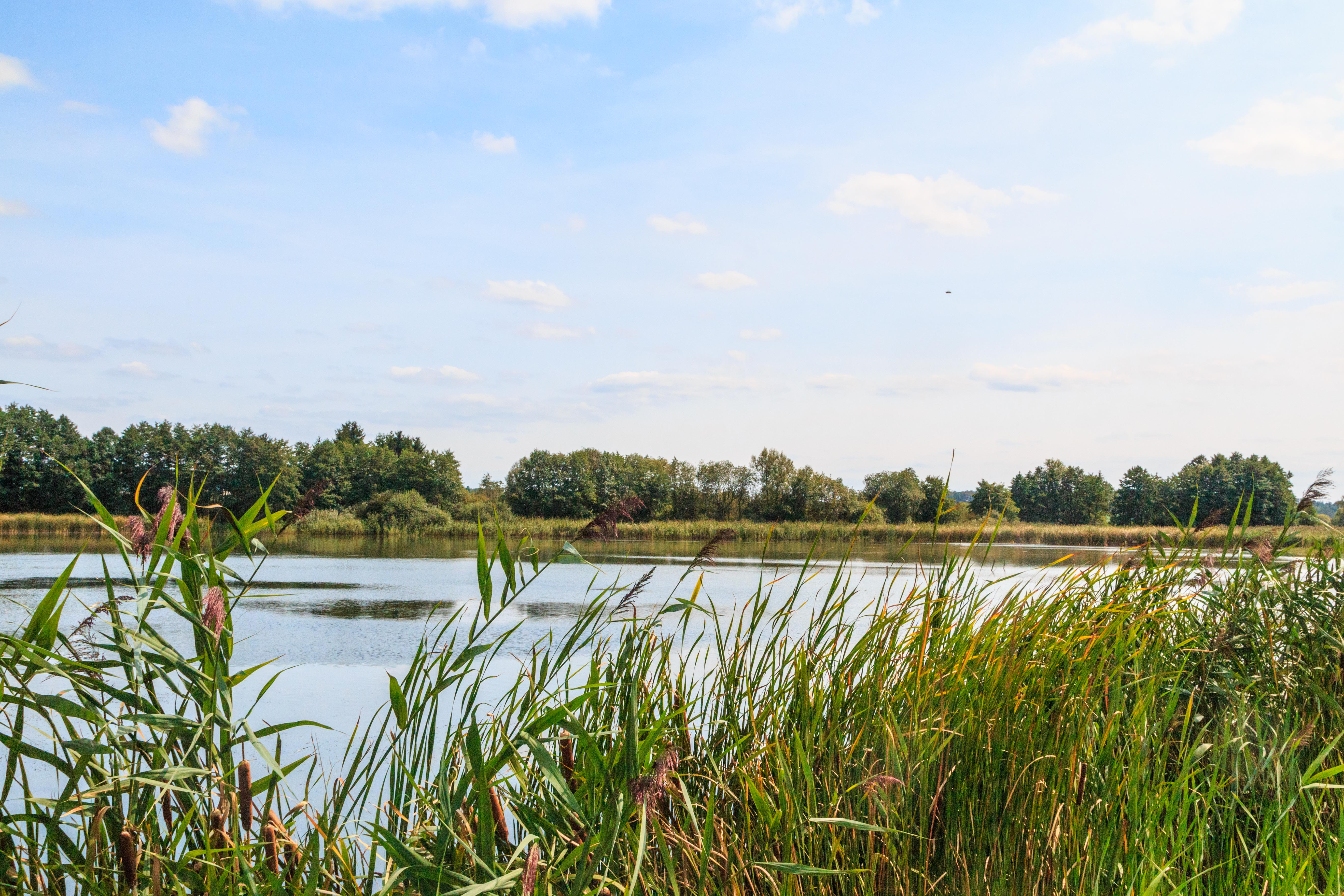
Étang de Netušil.

## Transports
Par la route, Slatina trouve à 3,5 km de Vysoké Mýto, à 23 km d'Ústí nad Orlicí, à 34 km de Pardubice et à 148 km de Prague. 